# Luigi Cherubini
Maria Luigi Carlo Zenobio Salvatore Cherubini (Florencia, 14 de septiembre de 1760-París, 15 de marzo de 1842), más conocido como Luigi Cherubini, fue un compositor italiano.

## Biografía
Su instrucción en la música comenzó a la edad de seis años con su padre, clavecinista en el teatro de la Pergola de Florencia, y posteriormente con A. Felici. A la edad de trece años, ya había escrito algunas obras religiosas. En 1778 estudia música en Bolonia y de 1778 a 1782 continua sus estudios en Milán bajo la dirección de Giuseppe Sarti.
En 1779 estrenó en Alessandria su primer melodrama, Quinto Fabio, y durante los años siguientes compuso para los teatros de Toscana, Roma, Venecia y Mantua.
En 1787 se estableció en París, donde compuso varias óperas con escaso éxito, este le llegó en 1791 con Lodoïska, seguido de su trabajo más conocido mundialmente, Medea (1797) y de Les deux journées (1800).
En 1805, Cherubini recibió la invitación de Viena para escribir y dirigir una ópera, Faniska, que fue recibida con entusiasmo, en particular por Haydn y Beethoven. A su regreso de Austria, deprimido por su situación financiera, dejó la música para dedicarse a la pintura y a la botánica. En 1808 volvió a escribir, principalmente música religiosa, pero también compuso la ópera Les Abéncerages (1813) y empezó la serie de sus cuartetos para cuerda. En 1815 la Sociedad Filarmónica de Londres le encargó una sinfonía, una obertura y una composición para coro y orquesta, por lo que se desplazó a la capital inglesa, esto incrementó su fama internacional.

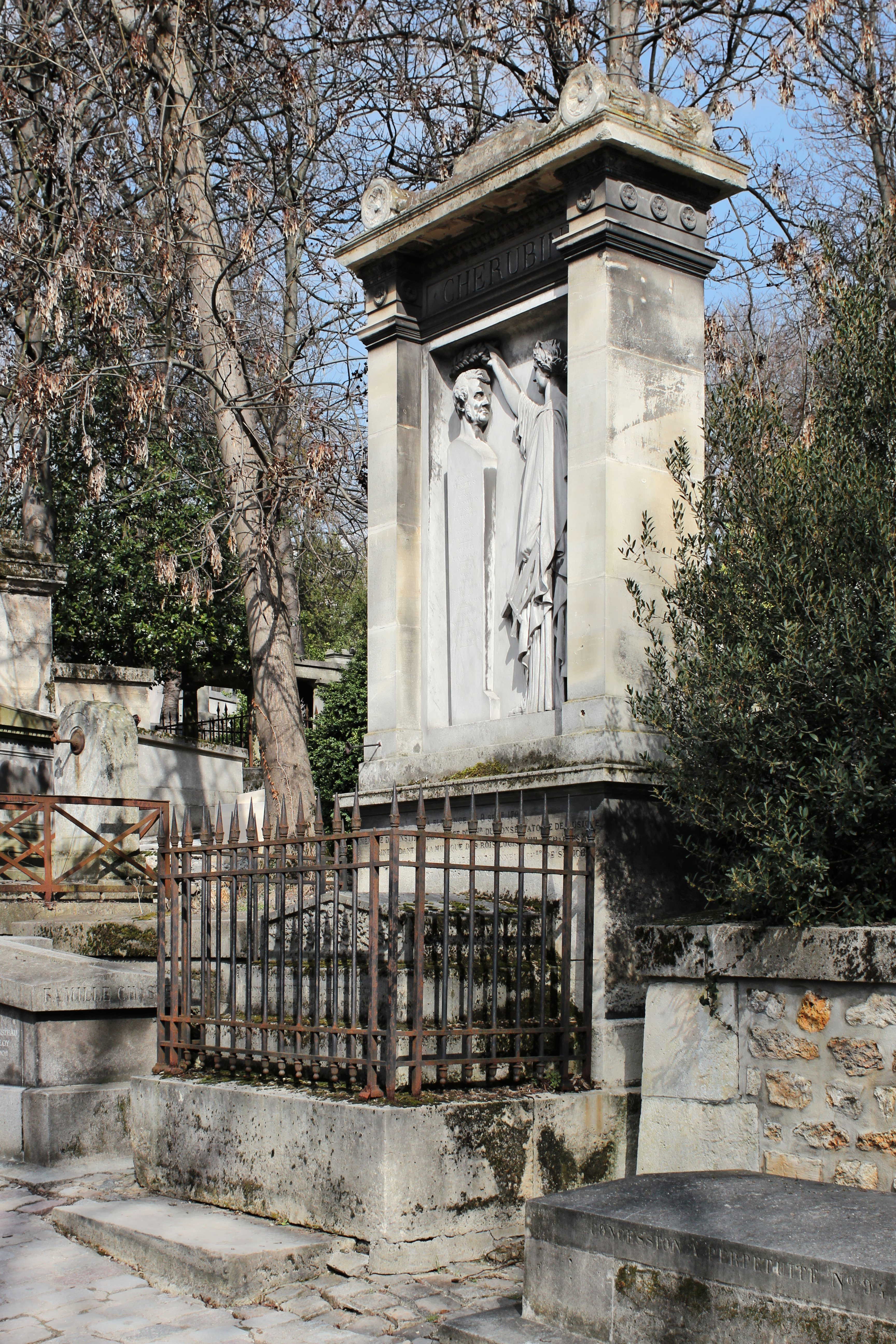
Tumba de Luigi Cherubini en el Cementerio de Père-Lachaise, París.

De regreso a París, la caída de Napoleón y la Restauración favorecieron su carrera, fue nombrado Superintendente de la Música del rey (1816) y director del Conservatorio (1822). Compuso una misa en 1825 para la coronación de Carlos X. Después de 1837 se dedicó casi exclusivamente a la enseñanza y entre sus alumnos tuvo a Auber y Halévy.
Murió en París a los 81 años y fue enterrado en el cementerio Père Lachaise (división 11, sección VII). Su tumba está ideada por el arquitecto Achille Leclère e incluye un grupo escultórico titulado La música, presidido por un busto del compositor.
Su idealismo, su temperamento independiente y sobre todo el carácter austero y elevado de su música le impidieron alcanzar popularidad entre sus contemporáneos (a pesar de que su obra fue recibida con entusiasmo, en particular por Haydn y Beethoven y que alcanzara fama internacional).
A mediados del siglo XX se revivieron algunas de sus obras, especialmente Médée (Medea), que fue reestrenada e interpretada por la célebre soprano María Callas en 1953.

## Su obra

### Obra lírica
- Il giocatore, intermezzo en tres partes estrenado en 1775 en Florencia.
- Armida abbandonata, ópera en tres actos representada el 25 de enero de 1782 en la Pergola de Florencia.
- Adriano in Siria, ópera en tres actos representada el 16 de abril de 1782 en el Armeni de Livourne.
- Il Mesenzio re d’Etruria, ópera en tres actos representada el 8 de septiembre de 1782 en la Pergola de Florencia.
- Il Quinto Fabio, ópera en tres actos representada en enero de 1783 en la Torre Argentina de Roma.
- Lo sposo di tre e marito di nessuna, ópera bufa en dos actos representada en noviembre de 1783 en Venecia
- Alessandro nell’Indie, ópera en dos actos representada a principios de 1784 en Mantua.
- L’Idalide, ópera en dos actos representada en la Pergola de Florencia el 26 de diciembre de 1784.
- Demetrio, ópera en tres actos representada en el teatro Haymarket de Londres el 8 de enero de 1785.
- La finta principessa, ópera bufa en dos actos representada el 2 de abril de 1785 en el Teatro Real de Londres.
- Il Giulio Sabino, ópera en dos actos representada el 30 de marzo de 1786 en el Teatro Real de Londres.
- Ifigenia in Aulide, ópera en tres actos representada el 12 de enero de 1788 en el Teatro Real de Turín.
- Demophoon, ópera en tres actos representada el 2 de diciembre de 1788 en la Gran Ópera de París.
- Lodoïska, comedia heroica en tres actos representada el 18 de julio de 1791 en el teatro Feydeau de París.
- Eliza ou le voyage au glaciers du Mont Saint-Bernard, ópera  dos actos representada en el teatro Feydeau el 13 de diciembre de 1794.
- Médée, ópera en tres actos (primera versión) representada el 13 de marzo de 1797 en el teatro Feydeau de París.
- L’Hotellerie portugaise, ópera cómica en un acto representada el 25 de julio de 1798 en el teatro Feydeau.
- La Punition, comedia en un acto representada en el teatro Montansier de París el 23 de febrero de 1799.
- Emma ou la prisonnière, comedia en un acto representada en el teatro Feydeau de París el 12 de septiembre de 1799.
- Les Deux journées ou le Portear d’eau, ópera cómica en tres actos representada el 16 de enero de 1800 en el teatro Feydeau.
- Médée, ópera en tres actos (segunda versión) representada el 6 de noviembre de 1802 en Viena.
- Anacréon ou l’Amour fugitif, ópera-ballet en dos actos representada el 4 de octubre de 1803 en la Gran Ópera de París.
- Faniska, ópera en tres actos representada en el teatro Kärntnertor de Viena el 25 de febrero de 1806.
- Pimmalione, drama lírico representado el 30 de noviembre de 1809 en París.
- Le crescendo, ópera cómica en un acto representado en la Gran Ópera de París el 1 de septiembre de 1810.
- Les Abencérages ou l’Etendard de Grenada, ópera en tres actos representada el 6 de abril de 1813 en la Gran Ópera de París.
- Ali-Baba ou les Quarante Voleurs, ópera con un prólogo y cuatro actos representada el 22 de julio de 1833 en la Gran Ópera de París.

### Misas
- Cinco misas perdidas de 1773 a 1776.
- Misa en la mayor, a tres voces (1808)
- Misa en fa mayor, denominada Misa de Chimay (1808-09)
- Misa en re menor, segunda misa solemne (1811)
- Misa en do mayor (1816)
- Misa solemne en mi mayor, para 4 voces, coro y orquesta (1818)
- Misa solemne en sol mayor para la coronación de Luis XVIII (1819)
- Misa en la mayor, tercera Misa Solemne, para la coronación de Carlos X (1825)

### Motetes
- 38 motetes

### Réquiems
- Réquiem en do menor, a la memoria de Luis XVI (1816)
- Réquiem en re menor (1836)

### Obras escritas
- Curso de contrapunto y fuga (1835)
- Recopilación de marchas armónicas.

### Otras obras
- 1815: una sinfonía, una cantata, una obertura y un Hymne au printemps para la Philarmonic Society de Londres.
- 6 cuartetos de cuerda

## Distinciones, empleos ...
- Superintendente de la Música del Rey. (1816)
- Miembro de la Academia de Bellas Artes de Francia. (1814)
- Miembro de la Academia de Música de Suecia

## Órdenes

### Reino de Francia
- Caballero de la Orden de San Miguel (1819)
- Caballero de la Legión de Honor (1814)
- Comendador de la Legión de Honor (1841)